# Onthophagus rudis
Onthophagus rudis är en skalbaggsart som beskrevs av Sharp 1875. Onthophagus rudis ingår i släktet Onthophagus och familjen bladhorningar. Inga underarter finns listade i Catalogue of Life.